# Incendie du foyer Hogar Seguro Virgen de la Asunción
L'incendie du foyer Hogar Seguro (« foyer sûr ») Virgen de la Asunción est une catastrophe qui a ravagé l'auberge de jeunesse pour mineurs, située dans la municipalité de San José Pinula, à 10 kilomètres à l’est de la capitale Guatemala, dans le département du Guatemala au Guatemala le 8 mars 2017. L'incendie a tué 41 jeunes filles de 14 à 17 ans et a blessé 25 adolescents.

## Antécédents
L'établissement a été ouvert en 2006 et dépend du secrétariat du Bien-être social de la présidence guatémaltèque. Les enfants et adolescents victimes de violences familiales ou sans domicile sont accueillis au foyer sur décisions de justice. Selon des chiffres officiels, l'établissement a une capacité d'accueil de 400 mineurs,.
Le foyer a plusieurs fois été dénoncé pour des cas de mauvais traitements, de harcèlement, de viols envers mineurs. Un grand nombre d'enfants résidents ont essayé de fuir ces conditions désastreuses. En octobre 2016, 99 cas de disparitions d'enfants ont été signalés et 73 de ces enfants n'ont jamais été retrouvés. Le foyer était évité par plusieurs associations de défense de mineurs. D'après la directrice de l'ONG ProJustice, Carmen Aida Ibarra, « le foyer n’est pas un refuge, il existe des plaintes pour abus ou pour de mauvaises conditions d’alimentation. Et pire que tout, on soupçonne le lieu d’encourager la traite de personnes, la prostitution et les viols ».

### Anomalies constatées
Plusieurs anomalies ont pu être constatées dans le foyer depuis sa création :
- Surpopulation : le dernier recensement indiquait que plus de 650 jeunes étaient accueillis dans l'établissement pour une capacité de 400 places.
- Preuve de mauvais traitements des adolescents : mauvaise alimentation et abus physiques sont les causes de la rébellion qui a mal tourné et a causé l'incendie[4].
- Insuffisance des infrastructures : 40 adolescentes décédées avaient été mises à l'isolement avec 12 autres filles, dans une pièce de 16 m2 après une rébellion[5].

## Déroulement

### La veille des faits
À cause de maltraitances, de mauvaise alimentation et d’agressions sexuelles, 52 jeunes filles avaient décidé, la veille de l'incendie, de fuir le foyer pour la deuxième fois en 48h et ont été accompagnées de jeunes garçons du même établissement. Les adolescents ont fini par être arrêtés dans la soirée par la police locale puis reconduits au foyer. En guise de sanction, les jeunes filles du groupe ont été mises à l'isolement dans l'aile réservée aux filles de l'établissement pendant toute la nuit, sans accès aux toilettes et sans nourriture.

### Incendie
Les adolescents dans la matinée ont une nouvelle fois manifesté contre les conditions de vie du foyer et la punition collective. Le repas était en train d'être servi aux adolescents quand une des filles mises en isolement a mis le feu à un matelas au bout de sept heures d'enfermement d'après Abner Paredes, procureur chargé des droits des enfants. 
L'incendie tue 40 jeunes filles et blesse 25 pensionnaires, parmi ces jeunes filles, 19 sont mortes calcinées d'après la secrétaire générale du ministère public, Mayra Veliz,. Certaines survivantes souffrent de brûlures d’une si grande gravité qu’elles ont été transférées d'urgence dans des hôpitaux aux États-Unis. Une enquête a rapidement été ouverte pour déterminer les circonstances exactes du drame et les responsables. Hilda Morales, procureure des droits des enfants, parle d'un massacre et a demandé une enquête administrative et pénale contre les responsables du foyer. Une pensionnaire blessée meurt peu de temps après, portant le nombre de morts à 41.

## Conséquences
Le président Jimmy Morales a décrété trois jours de deuil national à la suite de ce drame et le gouvernement a critiqué les conditions de vie dans le foyer et a licencié le directeur de l'établissement Par ailleurs, le président Jimmy Morales a promis de revoir de fond en comble le système de l'aide sociale à l'enfance. À la suite d'une mutinerie dans une prison de mineurs pour mettre en évidence les violations des droits de l'Homme qu'ils subissaient, peu de temps après l'incendie du foyer, le président Jimmy Morales a annoncé une réunion d'urgence sur la protection de l'enfance avec des représentants des pouvoirs législatif et judiciaire.
Le lundi 13 mars 2017, le secrétaire d’État à la protection sociale, Carlos Rodas, sa sous-secrétaire, Anahi Keller, et le directeur de l’établissement, Santos Torres, ont été arrêtés, accusés d’homicides, de manquement au devoir de fonctionnaire et de mauvais traitements sur mineurs. Le foyer a été fermé et les jeunes qui s’y trouvaient placés dans d’autres établissements.

## Critiques

### Critiques de l'UNICEF

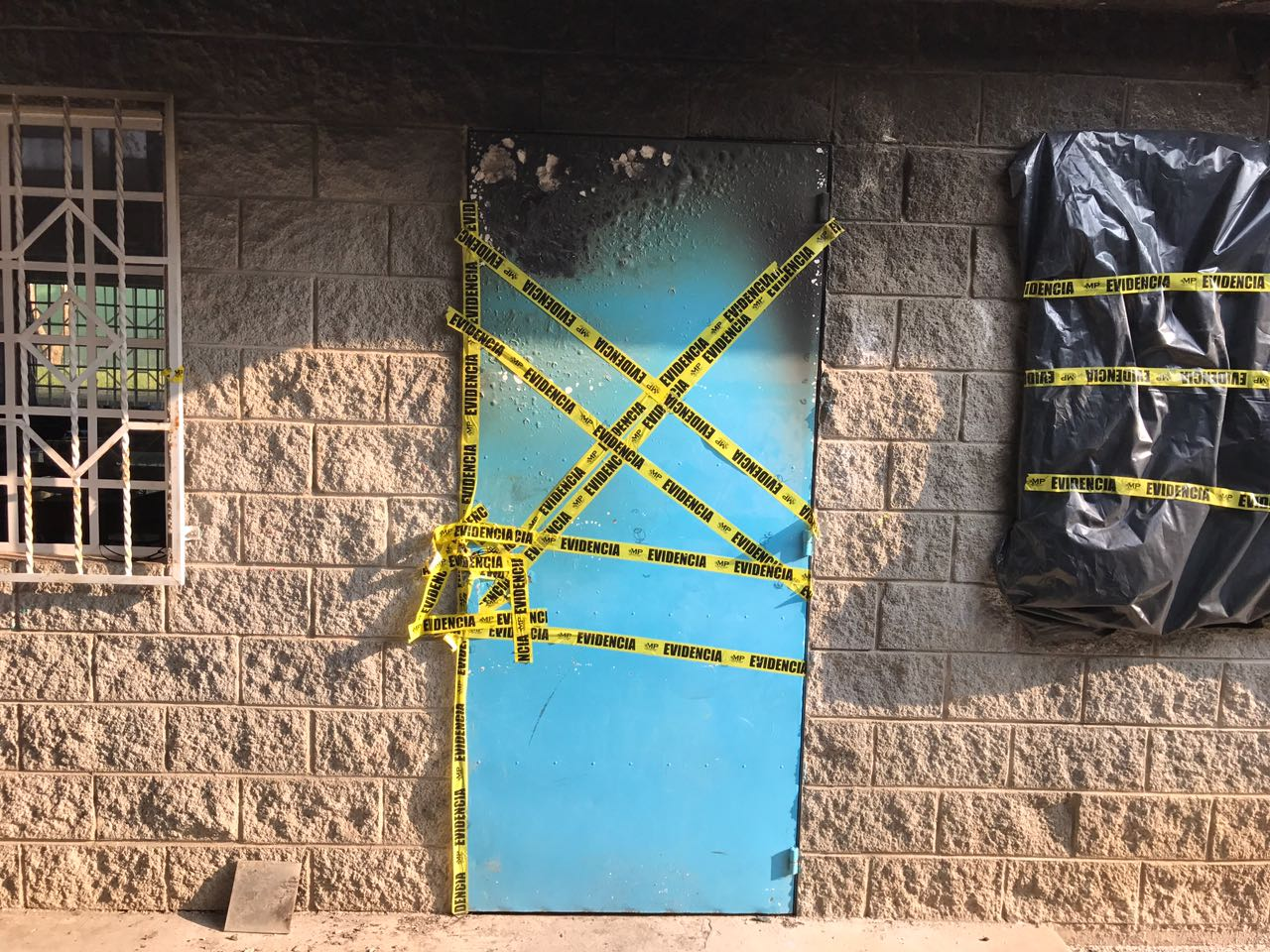
La Commission interaméricaine des droits de l'homme s'est rendue au foyer après l'incendie.

Le Fonds des Nations unies pour l'enfance (UNICEF) espère à travers un communiqué que « l'État guatémaltèque remplisse son obligation d'enquêter sur les faits survenus, d'identifier les responsables et d'indemniser les victimes » et a rappelé que « les enfants ont le droit de grandir au sein d'une famille et de compter sur le soutien de l'État pour que les familles puissent assumer leurs responsabilités ».

### Critiques de militants des droits de l'Homme du peuple guatémaltèque et des familles des victimes
Des militants des droits de l'Homme, des familles des victimes et une foule du peuple guatémaltèque ont manifesté à proximité du palais présidentiel à Guatemala et ont versé du charbon et des poupées brûlées devant l'édifice présidentiel. Ils ont par la suite organisé des veillées des bougies et dénoncé « un Crime d'État » et ont scandé « État corrompu, État défaillant, État assassin ». Ils exigent la transparence des enquêtes et la démission du président.

### Critiques du défenseur des droits et par certains médias
Le défenseur des droits et plusieurs médias de Guatemala supposent que le foyer d’accueil est une plaque tournante d’un réseau de prostitution, où les jeunes filles et garçons sont pris pour les prostituer puisque de 99 enfants ont disparu en octobre 2016 et 73 n'ont jamais été retrouvé.

## Aspects flous du drame
Selon les responsables du foyer, les jeunes filles ont bien mis le feu à l'entrée de la salle où elles étaient isolées. « Si cela était avéré, cet acte n’a pourtant pas provoqué de réactions suffisantes de la part des adultes du foyer, qui avaient le devoir de sauver des flammes ces adolescentes » affirme Loïc Malhaire, docteur en sciences humaines appliquées de l'université de Montréal, qui a travaillé sur la question des enfants des rues au Brésil et au Vietnam.
D'après une version des enquêteurs, les pompiers ne sont arrivés que quarante minutes après avoir été alertés. Or, cette version est contredite par les pompiers volontaires qui affirment que les policiers les ont empêchés d’entrer et qu'il fallait attendre « des ordres » pour permettre l'ouverture des portes.